# Carteronius
Genre
Synonymes
- Mandane Karsch, 1880 nec Kinberg, 1865
- Mandaneta Strand, 1932

Carteronius est un genre d'araignées aranéomorphes de la famille des Corinnidae.

## Distribution
Les espèces de ce genre se rencontrent en Afrique équatoriale et en Afrique de l'Ouest.

## Liste des espèces
Selon World Spider Catalog (version 23.5, 19/11/2022) :
- Carteronius arboreus Bonaldo & Haddad, 2022
- Carteronius ashanti Bonaldo & Silva-Junior, 2022
- Carteronius gentilis (Simon, 1909)
- Carteronius lumumba Bonaldo & Ramírez, 2022
- Carteronius myene Bonaldo & Labarque, 2022
- Carteronius simoni Bonaldo & Shimano, 2022
- Carteronius sudanus (Karsch, 1880)
- Carteronius teke Bonaldo & Bosselaers, 2022

## Systématique et taxinomie
Ce genre a été décrit par Simon en 1896 dans les Clubionidae. Il est placé dans les Corinnidae par Bonaldo, Bosselaers, Ramírez, Labarque, Shimano, Silva-Junior et Haddad en 2022.
Mandane Karsch, 1880, préoccupé par Mandane Kinberg, 1865, remplacé par Mandaneta par Strand en 1932, a été placé en synonymie par Bonaldo, Bosselaers, Ramírez, Labarque, Shimano, Silva-Junior et Haddad en 2022.

## Publication originale
- Simon, 1896 : « Descriptions d'arachnides nouveaux de la famille des Clubionidae. » Annales de la Société Entomologique de Belgique, vol. 40, p. 400-422 (texte intégral).